# Coleophora gazella
Coleophora gazella é uma espécie de mariposa do gênero Coleophora pertencente à família Coleophoridae.